# Епанчин, Николай Алексеевич
Никола́й Алексе́евич Епанчи́н (17 (29) января 1857 — 12 февраля 1941, Ницца) — русский генерал от инфантерии, участник Первой мировой войны, военный писатель. Директор Пажеского корпуса в 1900—1907.

## Биография
Сын адмирала Алексея Павловича, родился 17 января 1857 года, образование получил в классической гимназии Мая в Санкт-Петербурге и в 1-м военном Павловском училище, из которого был выпущен в 1876 года прапорщиком в Лейб-гвардии Преображенский полк. В рядах полка Епанчин участвовал в русско-турецкой войне 1877—1878 годов и за отличия под Етрополем, Ташкисеном, Софией и Филиппополем был награждён орденами св. Станислава 3-й степени с мечами и бантом (1878 год), св. Анны 4-й степени (1878 год) и румынским командорским крестом с мечами.
В 1882 году Епанчин окончил курс Николаевской академии Генерального штаба по первому разряду и зачислен в Генеральный штаб. Последовательно был старшим адъютантом штаба 37-й и 1-й гвардейской пехотных дивизий, затем состоял для поручений при штабе войск гвардии и Петербургского военного округа, 30 августа 1892 года произведён в полковники, за время нахождения при должности награждён орденами св. Анны 3-й степени (1884 год), св. Станислава 2-й степени (1887 год), св. Анны 2-й степени (1890), св. Владимира 4-й степени (1894). 16 июня 1895 года назначен начальником штаба 1-й гвардейской пехотной дивизии и на этом посту в 1896 году получил орден св. Владимира 3-й степени.
6 декабря 1900 года произведён в генерал-майоры и назначен директором Пажеского корпуса, а 16 июня 1901 года — экстраординарным профессором Николаевской академии Генерального штаба, с оставлением в должности директора. В 1902 году Епанчин был зачислен в Свиту Его Императорского Величества и награждён орденом св. Станислава 1-й степени, а затем (в 1906 год) был удостоен ордена св. Анны 1-й степени. 22 апреля 1907 года получил чин генерал-лейтенанта и 6 июля того же года назначен начальником 42-й пехотной дивизии, 6 декабря 1910 года получил орден св. Владимира 2-й степени.
29 января 1913 года Епанчину было поручено возглавить 3-й армейский корпус, 14 апреля произведён в генералы от инфантерии. С началом Первой мировой войны со своим корпусом совершил поход в Восточную Пруссию, принял участие в Гумбинненской операции. Корпус Н. А. Епанчина отличился в сражении под Гумбиненом 7 (29) августа 1914 г. В начале 1915 года возглавил Вержболовскую группировку русских войск и прикрывал правый фланг 10-й армии. После неудачных боёв января — февраля 1915 года был снят с должности и зачислен в резерв, в ноябре уволен со службы. С июля 1916 года возвращён в строй, с января 1917 года занимался формированием 5-й Финляндской стрелковой дивизии, однако в апреле снова был отчислен. Накануне Октябрьской революции был окончательно уволен в отставку и уехал в Крым. С 1918 года действительный член Таврической учёной архивной комиссии. В 1920 году с остатками войск Врангеля эвакуировался в Турцию, а оттуда перебрался в Германию. С 1923 года проживал во Франции. Участвовал в деятельности Русского общевоинского союза (РОВС), руководил унтер-офицерскими курсами РОВСа в Ницце. Умер 12 февраля 1941 года в Ницце.

## Семья
С 23 апреля 1882 года был женат на дочери капитана 1-го ранга Вере Карловне Кульстрем (1857—1941).
- сын - Николай (06.03.1883 - ?)
- сын - Владимир (19.01.1899 - ?)
- дочь — Вера Николаевна (в зам. Фальц-Фейн; 29.12.1885—1977);
  - внук — Эдуард фон Фальц-Фейн (1912—2018).

## Сочинения
Епанчину принадлежит ряд военно-исторических трудов:
- В Болгарии осенью 1899 года. СПб.: 1900 (переведён на болгарский язык)
- Очерк похода 1829 г. в Европейской Турции. Ч. 1—3. СПб.: 1905—1906 (этот труд Императорской академией наук награждён большой Уваровской премией)
- Война 1877—1878 гг. Действия передового отряда генерал-адъютанта Гурко. СПб.: 1895. (переведён на английский язык)
- Очерк действия Западного отряда генерал-адъютанта Гурко. Ч. 1—3. СПб.: 1891—1893 (награждён Николаевской академией генерального штаба премией имени генерала Леера и переведён на немецкий язык)
- На службе трёх императоров. Воспоминания. — М.: издательство журнала «Наше наследие», 1996. — 573 с.
- Тактическая подготовка русской армии перед походом 1828—1829 гг. — СПб.: 1904
- Освободительная война 1877—1878 гг. — СПб.: 1902
- Юбилейная памятка Пажеского Его Императорского Величества корпуса
- Три адмирала. Из семейной хроники 1887—1913. — Нью-Йорк, 1946.
- Пособие для нижних чинов штаба Гвардейского корпуса. — СПб.: 1892

Епанчин принимал также участие в составлении официального описания русско-турецкой войны 1877—1878 годов (отделы, касающиеся действий Передового и Западного отрядов генерал-адъютанта Гурко); в «Обзоре войн», составленном под редакцией генерала Леера, Епанчину принадлежит очерк о русско-турецкой войне. Вместе с тем Епанчин сотрудничал в «Военный сборник», «Русском инвалиде», «Разведчике», «Гражданине», «Новом времени», «Русской старине», «Русском вестнике», в «Энциклопедии военных и морских наук» под редакцией генерала Г. А. Леера, и в «Военно-историческом вестнике».